# Миддендорф, Фёдор Иванович
Фёдор Иванович Миддендорф (нем. Theodor Johann von Middendorff; 28 апреля (9 мая) 1776—4 (16) февраля 1856) — российский педагог, тайный советник немецкого происхождения.

## Биография
Родился в Эстляндии, в семье пастора. В 1793—1795 годах учился в Ревельском приходском училище. Из Йенского университета (1795—1798) вышел со званием доктора философии.
С 1805 года он работал в Санкт-Петербургской губернской гимназии «сначала в качестве учителя, потом инспектора её». В 1813—1815 годах — адъюнкт-профессор, а в 1815—1818 годах — профессор Педагогического института.
С 1819 года руководил Учительским институтом, а затем созданной на его основе 3-й Санкт-Петербургской гимназией (1823—1827). В 1828 году стал директором и профессором латинской  словесности Главного педагогического института; его служба в этом качестве была отмечена производством в чин действительного статского советника (26 февраля 1832 года) и орденами Святого Станислава 1-й степени (1838) и Святой Анны 1-й степени (1841).
В 1846 году Миддендорф получил чин тайного советника и вышел в отставку.
Из публикаций известна только его работа «Повести для образования сердца и разума…» (частично — перевод с немецкого языка, частично — заимствовано из российских писателей).

## Семья
Был сын Александр, который стал известным учёным.